# Nederlands kampioenschap 10 km 2011
Het Nederlands kampioenschap 10 km 2011 vond plaats op 4 september 2011. Het was de achtste keer dat de Atletiekunie een wedstrijd organiseerde met als inzet de nationale titel op de 10 km. De wedstrijd vond plaats in de stad Tilburg tijdens het hardloopevenement Tilburg Ten Miles.
Nederlands kampioen 10 km bij de mannen werd Khalid Choukoud en bij de vrouwen won Miranda Boonstra de titel.

## Uitslagen

### Mannen
| Rang   | Atleet                | Vereniging          | Tijd  |
| ------ | --------------------- | ------------------- | ----- |
| Goud   | Khalid Choukoud       | HAAG Atletiek       | 28.55 |
| Zilver | Jesper van der Wielen | AV Cifla            | 29.01 |
| Brons  | Patrick Stitzinger    | AV Pegasus          | 29.20 |
| 4      | Thomas Poesiat        | HAAG Atletiek       | 29.36 |
| 5      | Michel Butter         | AV Castricum        | 30.00 |
| 6      | Wesley van der Gouw   | Prins Hendrik       | 30.23 |
| 7      | Joost van den Ende    | Seven Hills Running | 30.41 |
| 8      | Olfert Molenhuis      | Groningen Atletiek  | 30.43 |
| 9      | Marco Gielen          | Scopias             | 30.46 |
| 10     | Harm Sengers          | Eindhoven Atletiek  | 30.54 |

### Vrouwen
| Rang   | Atleet               | Vereniging        | Tijd  |
| ------ | -------------------- | ----------------- | ----- |
| Goud   | Miranda Boonstra     | Nijmegen Atletiek | 33.35 |
| Zilver | Ilse Pol             | Running2000       | 33.51 |
| Brons  | Heleen Plaatzer      | AV Cifla          | 33.58 |
| 4      | Mariska Kramer       | Friesland         | 34.29 |
| 5      | Stefanie Bouma       | Impala            | 34.48 |
| 6      | Ruth van der Meijden | AV Asterix        | 34.50 |
| 7      | Andrea Deelstra      | AV Heerenveen     | 34.53 |
| 8      | Jill Holterman       | AV Zaanland       | 35.02 |
| 9      | Helen Hofstede       | Atverni           | 35.39 |
| 10     | Ingrid Versteegh     | AV Sprint         | 35.51 |

1999 ·
2005 ·
2006 ·
2007 ·
2008 ·
2009 ·
2010 ·
2011 ·
2012 ·
2013 ·
2014 ·
2015 ·
2016 ·
2017 ·
2018 ·
2019 ·
2021 ·
2022 ·
2023